# 唐一鳴
唐一鳴（Steven Tong，1988年10月25日—），香港出生，常駐紐約工作的攝影師、攝影助理、演員。曾參與多部荷李活電影、電視劇及廣告拍攝。於2011及2012憑背包環遊世界進行攝影創作的經歷為多個TEDx進行演講。